# 權韓率
權韓率（韓語：권한솔，1996年11月27日—），另譯作權寒率、權韓瑟，韓國女演員。

## 演出作品

### 電視劇
- 2019年：tvN《德魯納酒店》
- 2019年：tvN《清日電子李小姐》飾演 徐恩
- 2020年：Netflix《人性課外課》飾演 惠敏
- 2020年：OCN《Train》飾演 李智英(EP1~3.7)[1]
- 2020年：Seezn《學校奇談-報應》飾演 朴美珍
- 2021年：JTBC《前輩，那支口紅不要塗》飾演 都藝珍
- 2021年：JTBC《雪降花》飾演 演員
- 2022年：tvN《流星》飾演 文宣人[2]
- 2023年：tvN《有利的詐欺》飾演 延好靜[3]
- 2023年：Disney+《Moving 異能》飾演 金秘書(EP8.9.12)
- 2023年：Netflix《我的女神室友斗娜》飾演 宋泰琳[4]
- 2023年：Netflix《精神病房也會迎來清晨》飾演 鄭夏藍[5][6]
- 2024年：SBS《財閥X刑警》飾演 李藝善
- 2025年：Channel A《魔女》飾演 多恩
- 2025年：TVING《競選夥伴》飾演 趙寒星
- 2025年：Disney+《血謎拼圖》飾演 柳貞誾
- 2025年：KBS《我奪走了公爵的初夜》飾演 趙恩愛

### 電影
- 2017年：《軍艦島》飾演 朝鮮少女
- 2017年：《鋼鐵雨》飾演 北韓案內員
- 2018年：《一級機密》飾演 銀行女職員
- 2019年：《惡質警察》飾演 昭熙[7]
- 2019年：《零下的風》飾演 19歲 英夏[8]
- 2022年：《緊急迫降》飾演 具敏貞[9]
- 2022年：《紳探追緝令》飾演 李珠英

## 外部連結
- 權韓率的Instagram帳戶